# Autobracketing

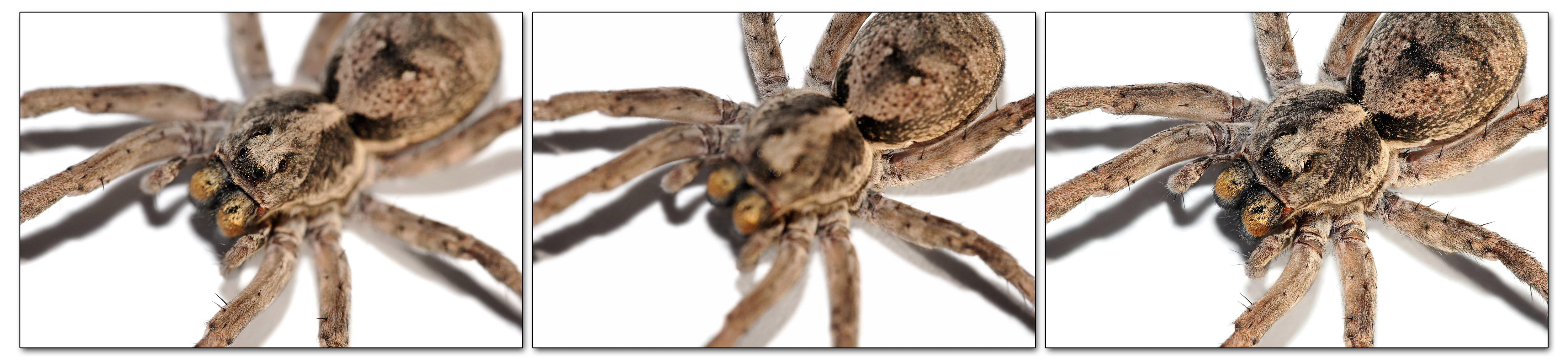
Focus bracketing makrofotografie pavouka pomůže při malé hloubce ostrosti vybrat nejlepší verzi zaostření

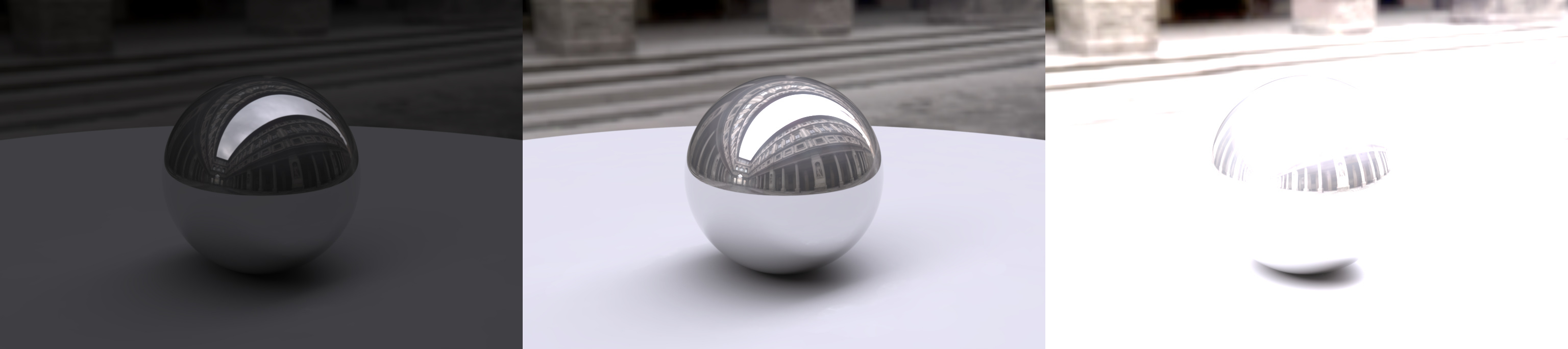
Tři různé expozice scény; na prvním snímku chybí kresba ve stínech, na posledním chybí kresba ve světlých místech

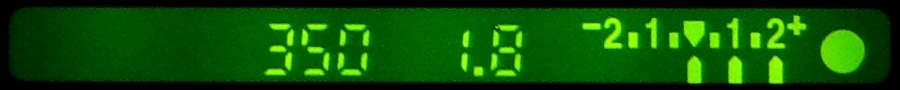
Hledáček fotoaparátu Canon EOS 100 ukazuje nastavení bracketingu tří fotografií nastavenými na 0, +1 a +2 expoziční stupně

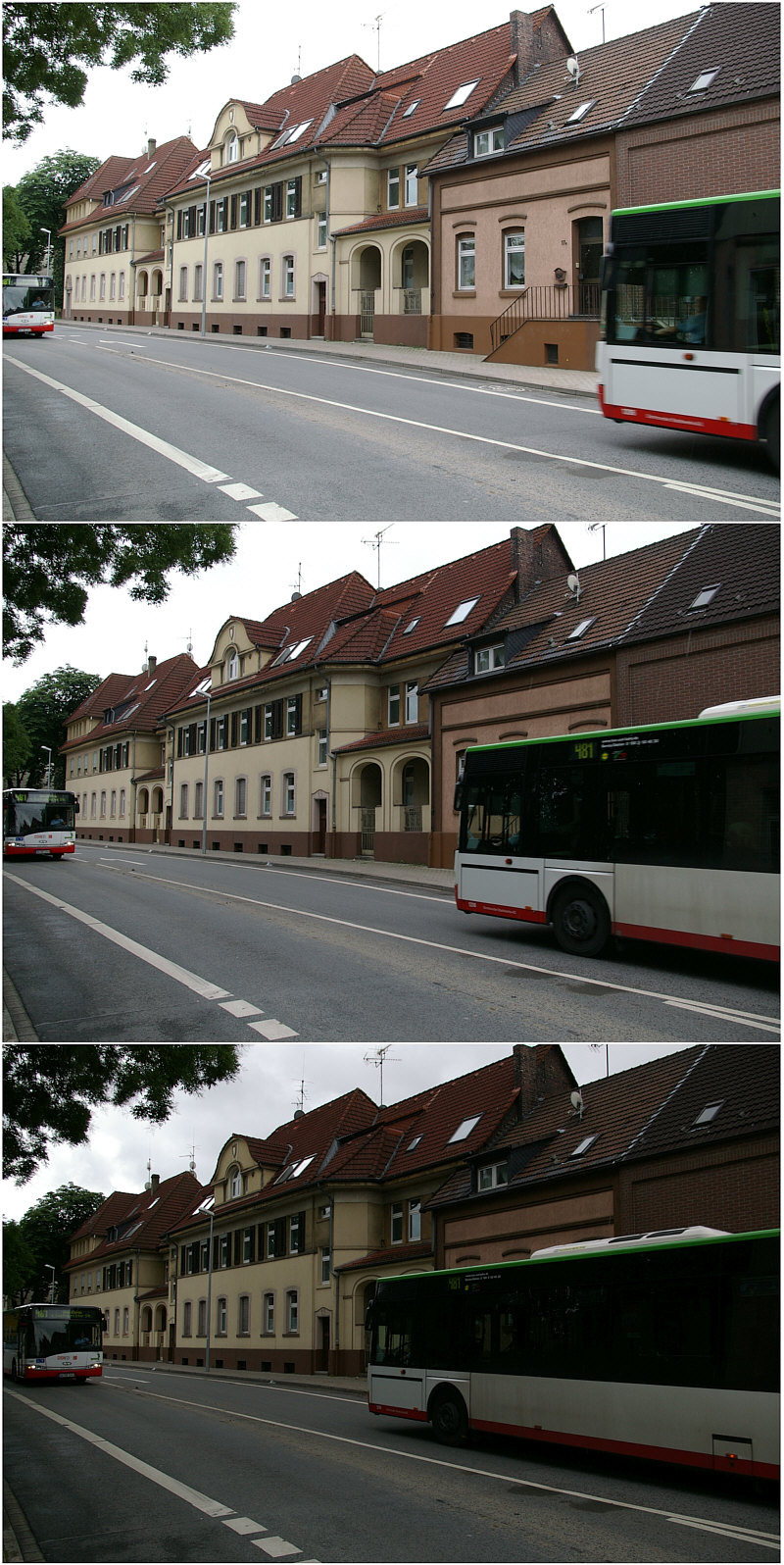
Příklad bracketingu v reálné situaci

Jako bracketing se označuje stupňovitá změna některého z parametrů snímání fotoaparátu. Autobracketing je funkce, při které fotoaparát zachytí sekvenci snímků podle nastavených hodnot (místo manuálního přenastavování fotografem). Funkce umožňuje sejmout několik snímků v sérii (většinou 2-5) s rozdílným nastavením, z výsledné sekvence si pak můžeme vybrat nejlepší fotografii. Nejčastěji se vyskytují funkce s odlišným nastavením expozice a u digitálních fotoaparátů pak bracketing vyvážení bílé.
Expozice jednotlivých snímků je změněna obvykle o 1/3-2EV, podle nastavení fotoaparátu.
Funkce je určena k pořízení expozičně odlišných snímků tam, kde si fotograf není jist správnou expozicí a chce vybrat nejlepší snímek až později.
U filmových fotoaparátů je využívána, protože není možná kontrola snímku hned po pořízení na displeji, jako u digitálního fotoaparátu, například pomocí histogramu. U digitálních fotoaparátů se také často používá tato funkce pro zvýšení dynamického rozsahu.

## Typy bracketingu

### Expoziční bracketing
Ze všech typů bracketingu je tento nejběžnější a také se používá nejdéle. Expozice sekvence snímků se mění podle nastaveného EV kroku (většinou o 1/3 až 2 stupně). Jedna fotografie je pořízena s naměřenou expozicí, další jsou pak podexponované a přeexponované o nastavený EV krok. Každý snímek se exponuje zvlášť.
Funkce je určena především pro situace, kdy si fotograf není jistý expozicí (hlavně u kinofilmových přístrojů, kde není možné fotografii zkontrolovat podle histogramu), nebo má fotografovaná scéna větší dynamický rozsah, než je fotoaparát schopen zachytit - používá se pro pořízení zdrojových snímků pro HDR.
Funkci je možné do jisté míry nahradit fotografováním do formátu raw, který má větší bitovou hloubku než klasický JPEG a je u něj možné dělat expoziční kompenzaci v rozsahu přibližně 1EV.

### Bracketing vyvážení bílé
Digitální fotoaparáty bývají někdy vybaveny funkcí WB autobracketing. Ta slouží k pořízení více souborů stejného snímku posunutím vyvážení bíle barvy. Tato funkce ale nemá význam při focení do formátu raw (vyvážení bílé se dá provést bez ztráty informace při pozdějším zpracování v počítači).
Při tomto nastavení digitální fotoaparát exponuje jen jednou, ale výsledný snímek uloží s různým nastavením vyvážení bílé (většinou laděné od studených odstínů k teplým). Používá se při smíšeném osvětlení. V případě focení do formátu raw starosti o správné vyvážení bílé odpadají, protože správné nastavení lze získat z „digitálního negativu“.

### Focus bracketing
Focus bracketing, nebo také "zaostřovací řada" se používá hlavně při nízké hloubce ostrosti, například u makrofotografie, kdy je občas velmi obtížné správně zaostřit. Jde o sérii snímků s postupně změněným ostřením - první je vyfocena tak, jak ji zaostří sám fotograf, další pak mírně za a před dříve zaostřeným místem. Tuto funkci lze využít pro focus stacking, tedy umělé zvýšení hloubky ostrosti kombinací několika různě zaostřených fotografií.

### Ostatní
Teoreticky je bracketing možný u všech parametrů snímání fotoaparátu. Existuje například bracketing saturace, kontrastu nebo ostrosti, otázkou však je použitelnost těchto funkcí - stejnou službu fotografovi prokáže bitmapový editor, který navíc nabízí větší kontrolu nad výsledkem.

## Příklad
Pomocí bracketingu s nastavenou prioritou clony vyfotografujeme tři snímky s expozičními hodnotami posunutými o 1/3 EV:

1/125 sec na F8.0, 1/160 sec na F 8.0, 1/200 sec na F 8.0.